# Список премьер-министров Сомали
Список премьер-министров Сомали включает лиц, возглавлявших правительство страны после обретения ею независимости в 1960 году.
В настоящее время правительство страны возглавляет Премьер-министр (сомал. Ra'iisul wasaaraha), чьё положение в системе государственной власти определяет конституция, обнародованная в 2012 году. Посвящённые Совету министров статьи 97—104 устанавливают, что премьер-министра назначает президент и поручает ему сформировать состав правительства. Премьер-министр председательствует на заседаниях Совета, координирует и контролирует его деятельность, распределяет полномочия между членами правительства, следит за функционированием государственных служб, подписывает постановления и приступает к их исполнению.
Использованная в первом столбце таблиц нумерация является условной; также условным является использование в первом столбце цветовой заливки, служащей для упрощения восприятия принадлежности лиц к различным политическим силам без необходимости обращения к столбцу, отражающему партийную принадлежность. Наряду с партийной принадлежностью, в столбце «Партия» также отражён беспартийный статус персоналий. Для удобства список разделён на принятые в историографии периоды истории страны. Приведённые в преамбулах к каждому из разделов описания этих периодов призваны пояснить особенности её политической жизни.

## Сомалийская Республика (1960—1969)
Территория современного Сомали являлась владением Британской (протекторат с 1887 года) и Итальянской (протекторат с 1889 года, колония с 1908 года, подопечная территория с 1950 года) колониальных империй. 26 июня 1960 года Британский Сомалиленд был провозглашён независимым государством. 1 июля независимость получила подопечная территория Сомали, находившаяся под итальянским управлением. В этот же день произошло объединение двух частей страны в единое государство — Сомалийскую Республику (итал. Repubblica Somala, англ. Somali Republic). Первым президентом нового государства стал Аден Абдулла Осман Даар. В состав правительства вошли представители Сомалийской молодёжной лиги (СМЛ), Сомалийской национальной лиги и Сомалийской объединённой партии. Премьер-министром] был назначен один из лидеров СМЛ — Абдирашид Али Шермарк. 20 июня 1961 года была утверждена конституция страны.
В 1967 году президентом был избран Шермарк. С целью ослабления этнических противоречий он назначил премьер-министром представителя северных сомалийцев из клана исса — Мухаммеда Хаджи Ибрагима Эгаля. Привлечение к управлению страны представителей ключевых кланов стало одной из определяющих черт сомалийской политики в последующие десятилетия. Парламентские выборы 26 марта 1969 года укрепили доминирующее положение СМЛ. Однако в стране нарастало недовольство коррупцией, клановым фаворитизмом и авторитарными методами правления. 15 октября во время вооружённого столкновения между представителями различных фракций правящей партии был убит президент Шермарк. 21 октября в результате переворота власть перешла в руки офицеров армии, которые сформировали Верховный революционный совет во главе с генерал-майором Мухаммедом Сиадом Барре, представителем клана марехан. Национальное собрание было распущено, деятельность политических партий и профсоюзов запрещена, действие конституции приостановлено, а страна переименована в Сомалийскую Демократическую Республику.
|        | Портрет          | Имя (годы жизни)                                                                                  | Полномочия   | Полномочия       | Партия                      | Пр.                  |
| Начало | Портрет          | Имя (годы жизни)                                                                                  | Окончание    |                  | Партия                      | Пр.                  |
| ------ | ---------------- | ------------------------------------------------------------------------------------------------- | ------------ | ---------------- | --------------------------- | -------------------- |
| 1 (I)  |                  | Мухаммед Хаджи Ибрагим Эгаль (1928—2002) итал. и англ. Mohamed Haji Ibrahim Egal                  | 1 июля 1960  | 12 июля 1960     | Сомалийская молодёжная лига | [ 8 ] [ 9 ] [ 10 ]   |
| 2      |                  | Абдирашид Али Шермарк (1919—1969) итал. Abdirascid Ali Scermarche англ. Abdi-Rashid Ali Shermarke | 12 июля 1960 | 14 июня 1964     | Сомалийская молодёжная лига | [ 11 ] [ 12 ] [ 13 ] |
| и. о.  |                  | Абдираззак Хаджи Хусейн (1924—2014) итал. и англ. Abdirizak Haji Hussein                          | 14 июня 1964 | 27 сентября 1964 | Сомалийская молодёжная лига | [ 14 ] [ 15 ] [ 10 ] |
| 3      | 27 сентября 1964 | Абдираззак Хаджи Хусейн (1924—2014) итал. и англ. Abdirizak Haji Hussein                          | 15 июля 1967 |                  | Сомалийская молодёжная лига | [ 14 ] [ 15 ] [ 10 ] |
| 1 (II) |                  | Мухаммед Хаджи Ибрагим Эгаль (1928—2002) итал. и англ. Mohamed Haji Ibrahim Egal                  | 15 июля 1967 | 1 ноября 1969    | Сомалийская молодёжная лига | [ 8 ] [ 9 ] [ 10 ]   |

## Сомалийская Демократическая Республика (1969—1991)
21 октября в результате переворота власть перешла в руки офицеров армии, которые сформировали Верховный революционный совет во главе с генерал-майором Мухаммедом Сиадом Барре, представителем клана марехан. Национальное собрание было распущено, деятельность политических партий и профсоюзов запрещена, действие конституции приостановлено, а страна переименована в Сомалийскую Демократическую Республику (сомал. Jamhuuriyadda Dimoqraadiga Soomaaliya).
После прихода к власти Барре провозгласил курс на «научный социализм». В стране были национализированы банки, страховые компании, энергетика, транспорт, здравоохранение, образование, а в 1975 году — и земля. В 1972 году был создан письменный сомалийский язык на основе латиниской графики, провозглашённый официальным. В 1976 году была образована Сомалийская революционная социалистическая партия (СРСП), генеральным секретарём которой стал Барре (также объявленный Центральным комитетом партии президентом). Параллельно правительство Сомали выдвинуло территориальные претензии к соседним государствам, стремясь к созданию «Великого Сомали». Основной целью стала эфиопская провинция Огаден. В 1977 году Сомали развязало вооружённый конфликт с Эфиопией, оккупировав часть Огадена. Однако в начале 1978 года эфиопские войска перешли в контрнаступление и полностью освободили территорию.
На фоне политических и экономических трудностей Барре ужесточил контроль над страной. В 1984 году парламент передал ему все правительственные полномочия. В 1986 году он одержал победу на безальтернативных выборах. В 1989 году лидеры клана хавийя создали за рубежом оппозиционный Объединённый сомалийский конгресс (ОСК). В течение года правительство потеряло поддержку клана огаден, который совместно с кланом дулбаханте был главной опорой режима Барре. К концу 1990 года правительство контролировало лишь Могадишо. 27 января 1991 года Барре был вынужден бежать с остатками своей армии из столицы. Власть перешла в руки ОСК. На юге и северо-востоке началась ожесточённая борьба лидеров крупнейших вооружённых группировок, зачастую формируемых по клановому принципу, за власть и контроль над ресурсами, включая торгово-транспортную инфраструктуру. Серьёзным следствием начавшейся гражданской войны стал процесс государственной дезинтеграции.
| | Портрет | Имя (годы жизни) | Полномочия | Полномочия | Партия | Пр. |
| Начало | Портрет | Имя (годы жизни) | Окончание | | Партия | Пр. |
| С 1 ноября 1969 года по 1 февраля 1987 года — должность упразднена (правительство подчинено непосредственно президенту Сомали) | С 1 ноября 1969 года по 1 февраля 1987 года — должность упразднена (правительство подчинено непосредственно президенту Сомали) | С 1 ноября 1969 года по 1 февраля 1987 года — должность упразднена (правительство подчинено непосредственно президенту Сомали) | С 1 ноября 1969 года по 1 февраля 1987 года — должность упразднена (правительство подчинено непосредственно президенту Сомали) | С 1 ноября 1969 года по 1 февраля 1987 года — должность упразднена (правительство подчинено непосредственно президенту Сомали) | С 1 ноября 1969 года по 1 февраля 1987 года — должность упразднена (правительство подчинено непосредственно президенту Сомали) | С 1 ноября 1969 года по 1 февраля 1987 года — должность упразднена (правительство подчинено непосредственно президенту Сомали) |
| --- | --- | --- | --- | --- | --- | --- |
| 4 | | Мухаммед Али Самантар (1931—2016) сомал. Maxamed Cali Samatar араб. محمد علي سمتر‎                                              | 1 февраля 1987 | 3 сентября 1990 | Сомалийская революционная социалистическая партия                                                                              | [ 19 ] [ 20 ] |
| 5 | | Мухаммед Хавадле Мадар (1939—2005) сомал. Maxamed Xawaadle Madar араб. محمد حواضلي مذر‎                                         | 3 сентября 1990 | 24 января 1991 | Сомалийская революционная социалистическая партия                                                                              | [ 20 ] |

## Сомалийская Республика (1991—2012)
27 января 1991 года Сиад Барре вследствие потери правительством контроля над Могадишо был вынужден бежать с остатками своей армии из столицы. Власть перешла в руки Объединённого сомалийского конгресса (ОСК), который 29 января выдвинул на пост временного президента Сомали Али Махди Мухаммеда; часть военно-политических группировок не признала его избрание. 18 мая Сомалийское национальное движение после десяти лет войны за независимость Сомалиленда провозгласило независимость региона. В июне — июле в Джибути прошли две конференции по примирению, по итогам второй из них 21 июля были подписаны соглашения, предусматривавшие восстановление конституции 1960 года и, соответственно, прежнего наименования страны — Сомалийской Республики (сомал. Jamhuuriyadda Soomaaliya, араб. الجمهورية الصومالية‎). Также конференция придала легитимность правлению Али Махди Мухаммеда. Однако один из лидеров ОСК, Мухаммед Фарах Айдид, призвал к созыву внеочередного съезда партии для аннулирования назначения Махди. Айдид был избран председателем ОСК, но 18 августа Махди был приведён к присяге. Айдид назвал Махди «самопровозглашённым» временным президентом и 17 ноября организовал вооружённые столкновения с силами Махди в Могадишо. По итогам четырёх месяцев ожесточённых боёв город был фактически разрушен и разделён «зелёной линией» на северную и южную части, подконтрольные соответственно Махди и Айдиду.
23 января 1992 года Совет Безопасности ООН ввёл эмбарго на поставки оружия в Сомали, а 24 апреля учредил миротворческую миссию — ЮНОСОМ I. 9 декабря началась международная военная операция под кодовым названием «Возрождение надежды». В страну были введены миротворческие силы (ЮНИТАФ) более чем из 20 государств во главе с США. На первых этапах операция оказалась относительно успешной — под контроль миротворцев перешло около 40 % территории страны. Однако в Сомали продолжало отсутствовать легитимное правительство, гражданская полиция и единая армия. 27 марта 1993 года в Аддис-Абебе состоялась конференция по национальному примирению, в которой приняли участие представители 15 ведущих сомалийских вооружённых группировок. По итогам конференции было заключено соглашение о разоружении и обеспечении безопасности в стране, однако вскоре оно было сорвано продолжавшимся насилием. 4 мая началась новая международная операция (ЮНОСОМ II), основной целью которой было прекращение междоусобных конфликтов. Однако силы ООН постепенно втянулись во внутрисомалийское противостояние и стали мишенью для атак боевиков Айдида. 3—4 октября произошёл инцидент, известный как «сражение в Могадишо», когда американский спецназ предпринял неудачную операцию по ликвидации Айдида. В результате боя погибли 18 американских военнослужащих, были сбиты два вертолёта. Эти события вызвали широкий общественный резонанс в США, что вынудило президента Билла Клинтона принять решение о полном выводе американских войск из Сомали. В марте 1995 года войска ООН, не сумев выполнить поставленные задачи, окончательно покинули Сомали.
15 июня 1995 года после отстранения Айдида от должности председателя ОСК представители 15 политических фракций, собравшихся на конференции в Могадишо, единогласно избрали Айдида временным президентом Сомали, что не было признано международным сообществом. 1 августа 1996 года Айдид скончался от полученных ран после сражения в столице, 4 августа преемником был избран его сын Хусейн Фарах. 3 января 1997 года в Содере состоялась конференция по примирению, на которой 26 лидеров сомалийских фракций подписали мирное соглашение. В соответствии с ним фракции создали Совет национального спасения, состоявший из 11 членов. Руководящим органом Совета стал Национальный исполнительный комитет из пяти ротировавшихся председателей, основной задачей которого было формирование временного правительства и переходной администрации. 22 декабря в Каире была проведена новая мирная конференция, на которой лидеры соперничавших фракций подписали декларацию, призванную положить конец гражданской войне. Они также согласились провести конференцию по национальному примирению в Байдоа 15 февраля 1998 года, на которой должны были быть избраны президентский совет, премьер-министр и парламент и принята переходная хартия, однако из-за продолжавшихся боевых действий в городе конференция так и не состоялась.
В апреле — мае 2000 года в Арте состоялась Сомалийская национальная мирная конференция, на которой было сформировано Переходное национальное правительство. 13 августа было избрано Переходное национальное собрание (ПНС), взявшее на себя ответственность за выборы президента и членов правительства, и 26 августа коллегия выборщиков, сформированная ПНС, избрала Абдулкасима Салада Хасана президентом Сомали. 8 октября Хасан назначил Али Халифа Галайда премьер-министром, 14 октября они торжественно прибыли в Могадишо. 29 января 2004 года в Найроби представители 39 вооружённых группировок, правительства и общественных организаций Сомали достигли соглашения о создании переходных федеральных институтов: Хартии, Собрания и Правительства. 10 октября там же были проведены президентские выборы. Новым главой государства стал Абдуллахи Юсуф Ахмед.
В феврале 2012 года в рамках «Дорожной карты по завершению переходного периода» (политического процесса, разработанного бывшим премьер-министром Абдивели Мухаммедом Али), члены Переходного федерального правительства (ПФП) и другие чиновники собрались в Гароуэ, чтобы обсудить постпереходный период. После обширных обсуждений с участием региональных лидеров и международных наблюдателей конференция завершилась подписанием соглашения, в котором было оговорено создание двухпалатного парламента и Национального учредительного собрания (НУС) для выработки временной конституции. 23 июня ПФП и региональные лидеры одобрили проект конституции после нескольких дней обсуждений. 1 августа НУС подавляющим большинством голосов приняло новую конституцию, которая 2 августа вступила в силу и в соответствии с которой страна была провозглашена парламентской Федеративной Республикой Сомали.
|                                                             | Портрет      | Имя (годы жизни)                                                                                               | Полномочия       | Полномочия       | Партия                                                          | Пр.    |
| Начало                                                      | Портрет      | Имя (годы жизни)                                                                                               | Окончание        |                  | Партия                                                          | Пр.    |
| ----------------------------------------------------------- | ------------ | --- | ---------------- | ---------------- | --------------------------------------------------------------- | ------ |
| 6                                                           |              | Умар Артех Галиб (1930—2020) сомал. Cumar Carte Qaalib                                                         | 24 января 1991   | май 1993         | Объединённый сомалийский конгресс — Сомалийский альянс спасения | [ 20 ] |
| С мая 1993 года по 8 октября 2000 года — должность вакантна |              | |                  |                  |                                                                 |        |
| 7                                                           |              | Али Халиф Галайд (1941—2020) сомал. Cali Khaliif Galayr араб. علي خليف غلير‎                                    | 8 октября 2000   | 28 октября 2001  | беспартийный                                                    | [ 27 ] |
| и. о.                                                       |              | Осман Джама Али (1941—) сомал. Cusmaan Jaamac Cali араб. عثمان جامع علي‎                                        | 28 октября 2001  | 12 ноября 2001   | беспартийный                                                    | [ 28 ] |
| 8                                                           |              | Хасан Абшир Фарах (1945—2020) сомал. Xasan Abshir Faarax араб. حسن أبشير فرح‎                                   | 12 ноября 2001   | 8 декабря 2003   | беспартийный                                                    | [ 29 ] |
| 9                                                           |              | Мухаммед Абди Юсуф (1941—) сомал. Maxamed Cabdi Yuusuf араб. محمد عبدي يوسف‎                                    | 8 декабря 2003   | 23 декабря 2004  | беспартийный                                                    | [ 30 ] |
| 10                                                          |              | Али Мухаммед Геди (1952—) сомал. Cali Maxamed Geedi араб. علي محمد جيدي‎                                        | 23 декабря 2004  | 30 октября 2007  | беспартийный                                                    | [ 31 ] |
| и. о.                                                       |              | Салим Алийоу Иброу (?—) сомал. Saalim Caliyoow Ibroow араб. سالم عليو إبرو‎                                     | 30 октября 2007  | 24 ноября 2007   | беспартийный                                                    | [ 32 ] |
| 11                                                          |              | Нур Хасан Хусейн (1938—2020) сомал. Nuur Xasan Xuseen араб. نور حسن حسين‎                                       | 24 ноября 2007   | 14 февраля 2009  | беспартийный                                                    | [ 33 ] |
| 12 (I)                                                      |              | Омар Абдирашид Али Шермарк (1960—) сомал. Cumar Cabdirashiid Cali Sharmaarke араб. عمر عبد الرشيد علي شارماركي‎ | 14 февраля 2009  | 24 сентября 2010 | беспартийный                                                    | [ 34 ] |
| и. о.                                                       |              | Абдивахид Эльми Омар Гонджех (?—) сомал. Cabdiwaaxid Cilmi Cumar Goonjeex араб. عبد الوحيد علمي عمر غونجي‎      | 24 сентября 2010 | 1 ноября 2010    | беспартийный                                                    | [ 35 ] |
| 13                                                          |              | Мухаммед Абдуллахи Мухаммед (1962—) сомал. Maxamed Cabdulaahi Maxamed араб. محمد عبد الله محمد‎                 | 1 ноября 2010    | 19 июня 2011     | беспартийный                                                    | [ 36 ] |
| и. о.                                                       |              | Абдивели Мухаммед Али (1965—) сомал. Abdiweli Maxamed Cali араб. عبد الولي محمد علي‎                            | 19 июня 2011     | 28 июня 2011     | беспартийный                                                    | [ 37 ] |
| 14                                                          | 28 июня 2011 | Абдивели Мухаммед Али (1965—) сомал. Abdiweli Maxamed Cali араб. عبد الولي محمد علي‎                            | 17 октября 2012  |                  | беспартийный                                                    | [ 37 ] |

## Федеративная Республика Сомали (с 2012)
2 августа 2012 года вступила в силу конституция, в соответствии с которой страна провозглашалась парламентской Федеративной Республикой Сомали (сомал. Jamhuuriyadda Federaalka Soomaaliya, араб. جمهورية الصومال الفيدرالية‎). 20 августа были избраны члены однопалатного Федерального парламента, 28 августа Мухаммед Осман Джавари был избран его спикером и исполняющим обязанности президента. Выборы главы государства состоялись 10 сентября, победу на них одержал лидер Партии мира и развития Хасан Шейх Махмуд, вступивший в должность 16 сентября.
|         | Портрет | Имя (годы жизни)                                                                                               | Полномочия       | Полномочия       | Партия                 | Пр.    |
| Начало  | Портрет | Имя (годы жизни)                                                                                               | Окончание        |                  | Партия                 | Пр.    |
| ------- | ------- | --- | ---------------- | ---------------- | ---------------------- | ------ |
| 15      |         | Абди Фарах Ширдон (1958—) сомал. Cabdi Faarax Shirdoon араб. عبدي فارح شردون‎                                   | 17 октября 2012  | 21 декабря 2013  | беспартийный           | [ 39 ] |
| 16      |         | Абдивели Шейх Ахмед (1959—) сомал. Cabdiweli Sheekh Axmed араб. عبد الولي الشيخ أحمد‎                           | 21 декабря 2013  | 24 декабря 2014  | беспартийный           | [ 40 ] |
| 12 (II) |         | Омар Абдирашид Али Шермарк (1960—) сомал. Cumar Cabdirashiid Cali Sharmaarke араб. عمر عبد الرشيد علي شارماركي‎ | 24 декабря 2014  | 1 марта 2017     | беспартийный           | [ 41 ] |
| 17      |         | Хасан Али Хайре (1968—) сомал. Xasan Cali Khayre араб. حسن علي خيري‎                                            | 1 марта 2017     | 25 июля 2020     | беспартийный           | [ 42 ] |
| и. о.   |         | Махди Мухаммед Гулед (1973—) сомал. Mahdi Maxamed Guuleed араб. مهدي محمد جوليد‎                                | 25 июля 2020     | 27 сентября 2020 | беспартийный           | [ 43 ] |
| 18      |         | Мухаммед Хусейн Робле (1963—) сомал. Maxamed Xuseen Rooble араб. محمد حسين روبلي‎                               | 27 сентября 2020 | 25 июня 2022     | беспартийный           | [ 44 ] |
| 19      |         | Хамза Абди Барре (1973—) сомал. Xamse Cabdi Barre араб. حمزة عبدي بري‎                                          | 25 июня 2022     | действующий      | Союз за мир и развитие | [ 45 ] |